# 薩曼塔·克里斯托福雷蒂
薩曼塔·克里斯托福雷蒂（義大利語：Samantha Cristoforetti，發音：[saˈmanta kristofoˈretti]，1977年4月26日—），生于意大利伦巴第大区米兰省米兰市，義大利太空總署、欧洲空间局宇航员，意大利空军飞行员、工程师，意大利首位女太空人。她于2001年在德国慕尼黑工业大学获得机械工程硕士学位，随后加入意大利空军，驾驶过六种机型，飞行时间超过500小时。2009年，她加入欧洲空间局。2014年11月24日，她开始了首次太空之旅。除了母语意大利语，克里斯托福雷蒂还会说汉语、英语、法语、德语和俄语。

## 生平

### 早年
薩曼塔·克里斯托福雷蒂原籍特伦蒂诺-上阿迪杰大区特伦托自治省的马莱，但是她出生在伦巴第大区米兰省米兰市。她在马莱长大。11岁时，她去特伦蒂诺-上阿迪杰大区波爾扎諾自治省的波尔查诺上初中。高中的前三年，她在波尔查诺的马切利内学校（Istituto Marcelline di Bolzano）就读。她在波尔查诺一直生活到1994年。1996年，她从特伦蒂诺-上阿迪杰大区特伦托省特伦托的一所理工科高中毕业。高中期间，她曾在18岁时赴美国当了一年的交换生，还参加了美国太空营。高中毕业后，她去德国慕尼黑工业大学读书。期间，她曾去法国图卢兹的国立高等航空航天学院做了四个月的空气动力学实验。她还去俄羅斯莫斯科的門捷列夫化工大學做了十个月的研究，在此期间完成了她关于固体火箭推进剂的硕士论文。2001年，慕尼黑工业大学授予克里斯托福雷蒂机械工程硕士学位，她的专业是航天推进与轻质结构。

### 加入空军
2001年，薩曼塔来到坎帕尼亞大區那不勒斯省波佐利的意大利空军军官学院，成为意大利空军的一员。就学期间，薩曼塔学业优秀，获颁荣誉之剑。2004年，薩曼塔获那不勒斯腓特烈二世大学政治科学学士学位。2005年，薩曼塔又获得该校的航空科学硕士学位。她随后到美国德克萨斯州的谢泼德空军基地参加北约-欧洲联合喷气机飞行员训练。
2006年，她完成在美国的训练，回到意大利，成为了一名战斗机飞行员，编入意大利威尼托大区特雷维索省伊斯特拉纳的第51轟炸機聯隊第132大队。2007年，她在第61轰炸机联队第212大队学完了“战斗机原理导论”课程。2007年至2008年，她在第51轰炸机联队的计划与作战部服役，驾驶MB-339。
2008年，她转往普利亞大區福賈省福賈的第32轟炸機聯隊第101大队服役。在这里，她接受了AMX对地攻击机的教学训练。作为一名空军上尉，她的飞行时间已逾500小时，驾驶过六种机型：SF-260、T-37、T-38、MB-339A、MB-339CD和AMX。

### 宇航员

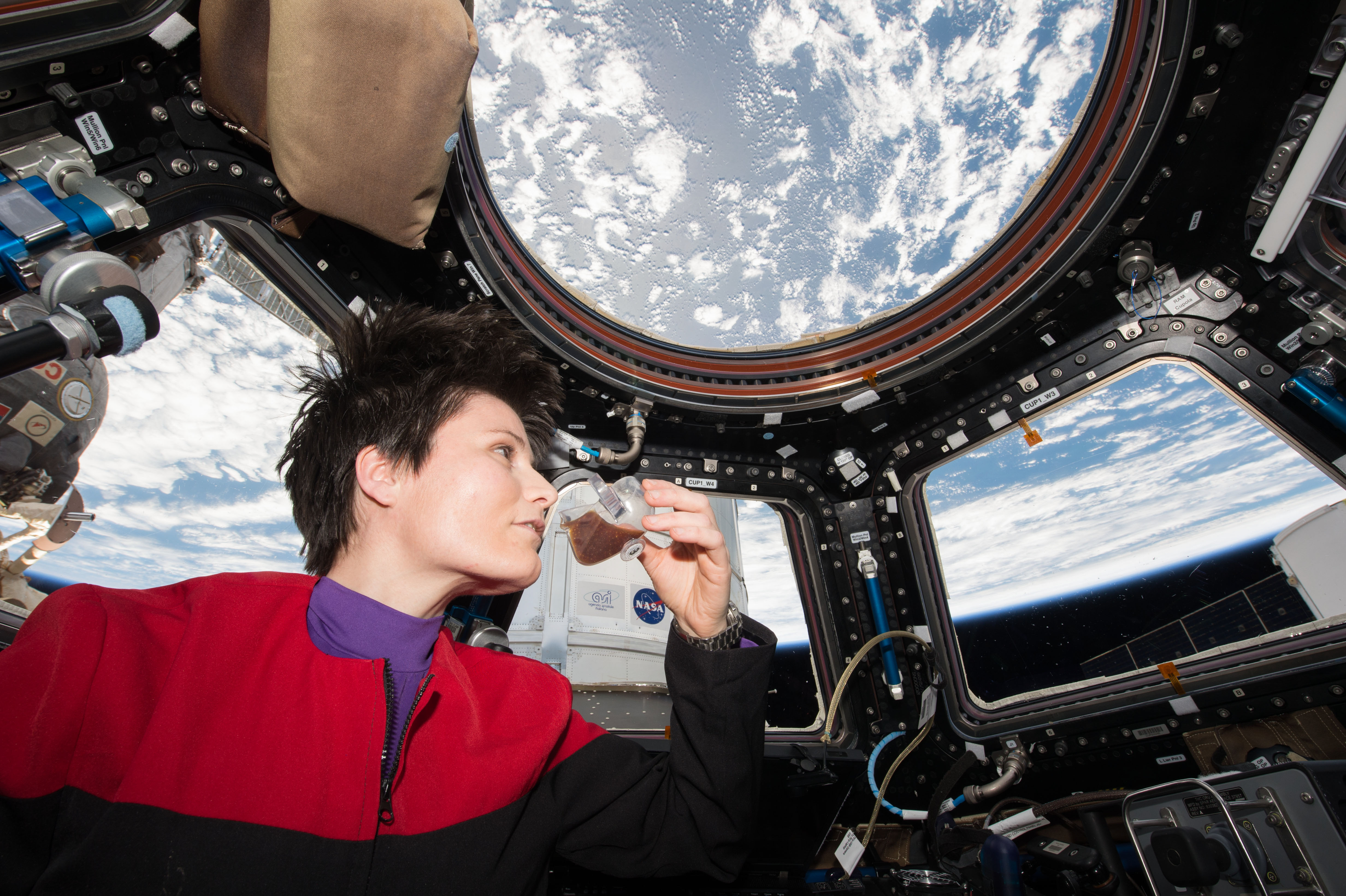
薩曼塔在太空中喝咖啡

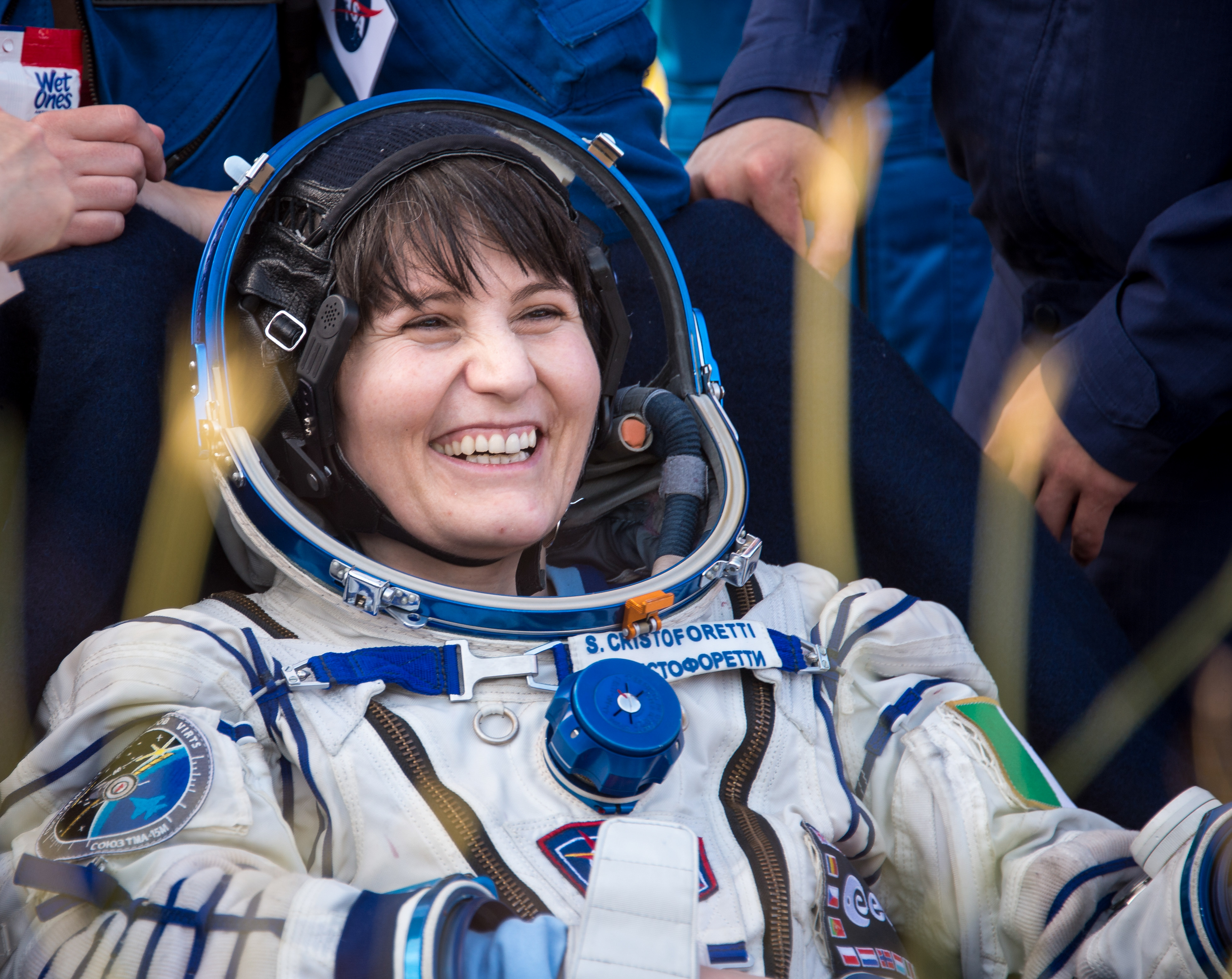
2015年6月11日，薩曼塔成功返回地球

2009年5月，薩曼塔被欧洲空间局选中。这年9月，她正式加盟欧空局。到11月，她已经完成了航天员的基本训练。2012年7月，意大利太空总署选派她到国际空间站执行代号为“Futura”的任务。她被选入国际空间站第42、43期考察组。
2014年11月24日0时，她搭乘联盟号宇宙飞船离开拜科努尔发射场，开始了自己的首次太空之旅。六个小时后，飞船成功与国际空间站对接。同行的两人是俄罗斯航天员安东·什克普列罗夫和美国航天员特里·维尔特斯。按照计划，他们要在轨道实验室进行生命科学、材料研究、技术研发等实验。
2015年4月，薩曼塔在国际空间站使用特制的咖啡机和咖啡杯冲泡、饮用了一杯浓缩咖啡。这使她成为全球首位在太空中冲製、饮用咖啡的人。
按照原定计划，薩曼塔·克里斯托福雷蒂本应在2015年5月初返回地球。但是，由于进步M-27M货运飞船发射失败，她们一行三人的返回时间只好推迟到6月11日。6月11日，薩曼塔等三人在哈萨克斯坦安全着陆。

## 个人生活
薩曼塔喜欢登山、潜水、旅游、读书、瑜珈，对技术、营养学、中文也较感兴趣。
2022年10月12日，其於国际空间站从距离地球420公里的高空，以每小时28000公里的速度飞越北京市上空时，在自己的Twitter账号上引用了東晉書法家王羲之作品蘭亭集序中的「仰觀宇宙之大，俯察品類之盛。所以遊目騁懷，足以極視聽之娛，信可樂也。」一句来表达自己俯瞰寰宇时飞扬的心绪，瞬间在中国社交平台引发广泛热议。